# Sveta mučenica Nedjelja
Sveta Nedjelja, poznata i kao Kirijaka Nikomedijska (grč. Κυριακη εκ της Νικομηδειας), ranokršćanska je mučenica i svetica.
Rođena je u kršćanskoj obitelji u Maloj Aziji. Roditelji Dorotea i Euzebije bili su dugo bez djece i kada su je nakon mnogo molitava i suza dobili dali su joj ime Nedjelja.
Od svoje mladosti se zavjetovala na službu Kristu i odbijala se udati. Jedan od prosaca koje je Nedjelja odbila optužio je njezinu obitelj caru Dioklecijanu kao kršćane. Car je naredio da joj muče roditelje, i protjerao ih je u grad Melitinu, gdje su u mukama umrli. Svetu Nedjelju je poslao caru Maksimijanu Galeriju na sud.
Tamo je bila mučena, paljena i bačena zvijerima. Videći čudesno spasenje Nedjelje od zvijeri i plamena mnogi pogani u Nikomediji i šire, povjerovali su u Krista. Na kraju je posječena mačem. Stradanje se desilo oko 289. godine.
Katolička crkva je slavi 6. srpnja. Pravoslavna crkva proslavlja Svetu Nedjelju 7. srpnja po julijanskom kalendaru (trenutno se to poklapa s 20. srpnjom po gregorijsnkim kalendarom). Jedan grad u Hrvatskoj nosi ime Sveta Nedelja,
gradić Servia u Grčkoj je slavi kao svoju zaštitnicu (nekoliko naseljenih mjesta u Grčkoj se zovu po sv. Nedjelji), a u Crnoj Gori kod Petrovca je otok Sveta Neđelja, na kojem je i crkvica posvećena ovoj svetici. Kult ove svetice je jak kod pravoslavaca i zato su joj posvećena mnoge crkve i nazivi mjesta, otoka...

## Zanimljivosti
U Hrvatskoj se Sveta Nedelja osobito slavi u Vrani u Zavjetnom svetištu sv. Nediljice. Svečano misno slavlje na zavjetnu svetkovinu održava se prvu nedjelju u srpnju (oko 6. srpnja).
Na Hvaru je mjesto Sveta Nedjelja, (po mjesnom čakavskom narječju: Svieto Nedija). Zaštitnica Svete Nedjelje je Gospa od Centure (Gospa od presvetog pasca) koju mještani štuju i koja čuva selo sveg zla, spomendan Gospi je uvijek Nedjelja iza svetog Augustina (28. kolovoz) čiji se kip također nalazi u mjesnoj crkvi. Jug Italije, koji je ranije bio pod grčkim crkvenim utjecajem, ima nekoliko mjesta s imenom Santa Domenica. Engleski jezik je preuzeo grčki naziv za ovu sveticu, Kyriaki, dok su poljski (Dominika) i njemački (Dominica) preuzeli latinsku verziju.
Iako nose gotovo isto ime, grad Sveta Nedelja kod Samobora i Zagreba te istarska općina Sveta Nedelja sa sjedištem u naselju Nedešćina (Sveta Nedelja), nisu povezani s ovom sveticom. Naime, navedena naselja, slično kao i Nedelišće, svoje ime izvode iz mjesne crkve posvećene Presvetom Trojstvu te istoimene  svetkovine.

## Vanjske poveznice
- Црквени календар 7.јул
- St. Kyriake of Nicomedia | Antiochian Orthodox Christian Archdiocese  Arhivirana inačica izvorne stranice od 13. listopada 2017. (Wayback Machine)